# Église Notre-Dame-du-Mont-Carmel de Basse-Terre
Pour les articles homonymes, voir Notre-Dame-du-Mont-Carmel (homonymie).
L'église Notre-Dame-du-Mont-Carmel de Basse-Terre est une église catholique située à Basse-Terre, en Guadeloupe.

## Localisation
L'église est située dans le département français de la Guadeloupe, sur la commune de Basse-Terre.

## Historique
L'édifice est classé au titre des monuments historiques par arrêté du 20 avril 2006. 
Les plaques funéraires de Jean Louis Honoré d'Hesmivy, baron de Moissac, et de François Charles de Bourlamaque sont, elles, classées au titre des objets mobiliers.